# 台灣非洲豬瘟防護
台灣非洲豬瘟防護介绍中華民國政府針對2018年起在中国大陆蔓延的非洲猪瘟所采取的防护措施。這些防護措施讓台灣成功在2024年11月獲世界動物衛生組織認證為非洲豬瘟非疫國。

## 背景

### 國際疫情
中國大陆非洲豬瘟在2018年時逐漸蔓延，並一定程度影響了周边國家與經濟實體。在瘟疫爆发后，週遭进行了禁止进口、入境等规定。联合国粮农组织认为，中国大陆的非洲猪瘟疫情可能扩散至其他亚洲国家和地区。越南、柬埔寨、菲律賓等國在2019年2月至8月陸續出現非洲豬瘟案例，並有蔓延至東南亞他國之虞。疫情在2020年5月時也擴展到了印度。
中国大陆近年开始激增的境外游旅客，加剧了携带方式传播的风险。截至2024年10月25日，被台灣邊境阻截的豬肉或加工品中，中國大陸682例、越南98例、泰國27例以及馬來西亞1例檢出非洲豬瘟陽性反應。

### 台灣的豬肉產業
台灣的養豬業可以追溯到日治時期。1986年開始，毛豬產值超過稻米，成為農畜產品單項產值第一。1997年發生口蹄疫，使得豬肉出口大減，但據統計，豬肉依然佔據全台肉類消費50%左右，年人均消費約40公斤，豬肉生產具有相當重要的位置。
1997年口蹄疫
1997年3月14日（民國86年），行政院農業委員會家畜衛生試驗所接获第一例猪只不明死亡案例，后证明为口蹄疫。至同月19日，出现4地疫情报告，均呈现口蹄疫阳性反应，之后蔓延遍布全台湾。
在其后的约4个月时间内，采取了預防注射及撲殺病豬手段，计撲殺300余万头猪只，让疫情获得控制；但未能清除病毒，至2001年，仍有零星病例23起。
2017年5月26日，中華台北代表团得到世界动物卫生组织認定為使用疫苗口蹄疫非疫区。2018年7月9日，台湾申請為不使用疫苗口蹄疫非疫區，全面停止施打偶蹄類動物口蹄疫疫苗。
在口蹄疫疫情重创台湾相关产业时，全台撲殺的豬隻超過400萬頭，出口遭禁，内销价格崩盘，有统计达1700亿新台币损失。至2006年，豬肉業產值僅剩555億餘新台幣，但仍居單項農產品首位。
台灣在1997年傳出豬隻口蹄疫疫情。如果在2020年5月前沒有發現豬隻被感染的案例的話，世界動物衛生組織將把台灣從疫區除名，也代表可銷往他國。因此，台灣保護養豬產業免受非洲豬瘟為當務之急。
農委會防檢局局長杜文珍2020年5月13日表示，台灣申請成為口蹄疫不打疫苗非疫區的報告，世界動物衛生組織（OIE）科學委員會審查完竣，符合認定條件，預計5月底完成會員國評論，結果可望6月初出爐。杜文珍是中華民國在OIE的常任代表，接獲OIE科學委員會通知，農委會提出的報告經過審查，符合OIE法典中有關口蹄疫非疫區的認定要件，現正進行會員國評論，會員國若提出意見，由農委會回覆，評論期60天，預計5月底完成。
世界動物衛生組織（OIE）2020年6月16日晚於官網發布新聞稿，宣告代表大會通過最後決議，正式改列中華民國為「口蹄疫非疫區且不施打疫苗」。台灣正式從「口蹄疫區」除名，貿易局已透過外交使館掌握世界各主要國家進口規定，同時與農委會合作擬訂拓銷策略，促讓豬肉出口管道恢復。

## 過程
為維護民众健康、保護台湾生態及防疫檢疫需要，中华民国政府自2007年起禁止攜帶活動物及其產品、活植物及生鮮產品、鮮果實入境。而自2018年8月中國大陆疫情爆发，即加强了在機場、港口等區，針對大陆入境航班行李的檢查；在9月1日開始，針對違規攜帶开始处罚。農委會防檢局表示，來自中國大陸的調製動物飼料均禁止輸入（代號MW0），僅少部分可專案核准有條件輸入（代號MP1）。

### 政府舉措

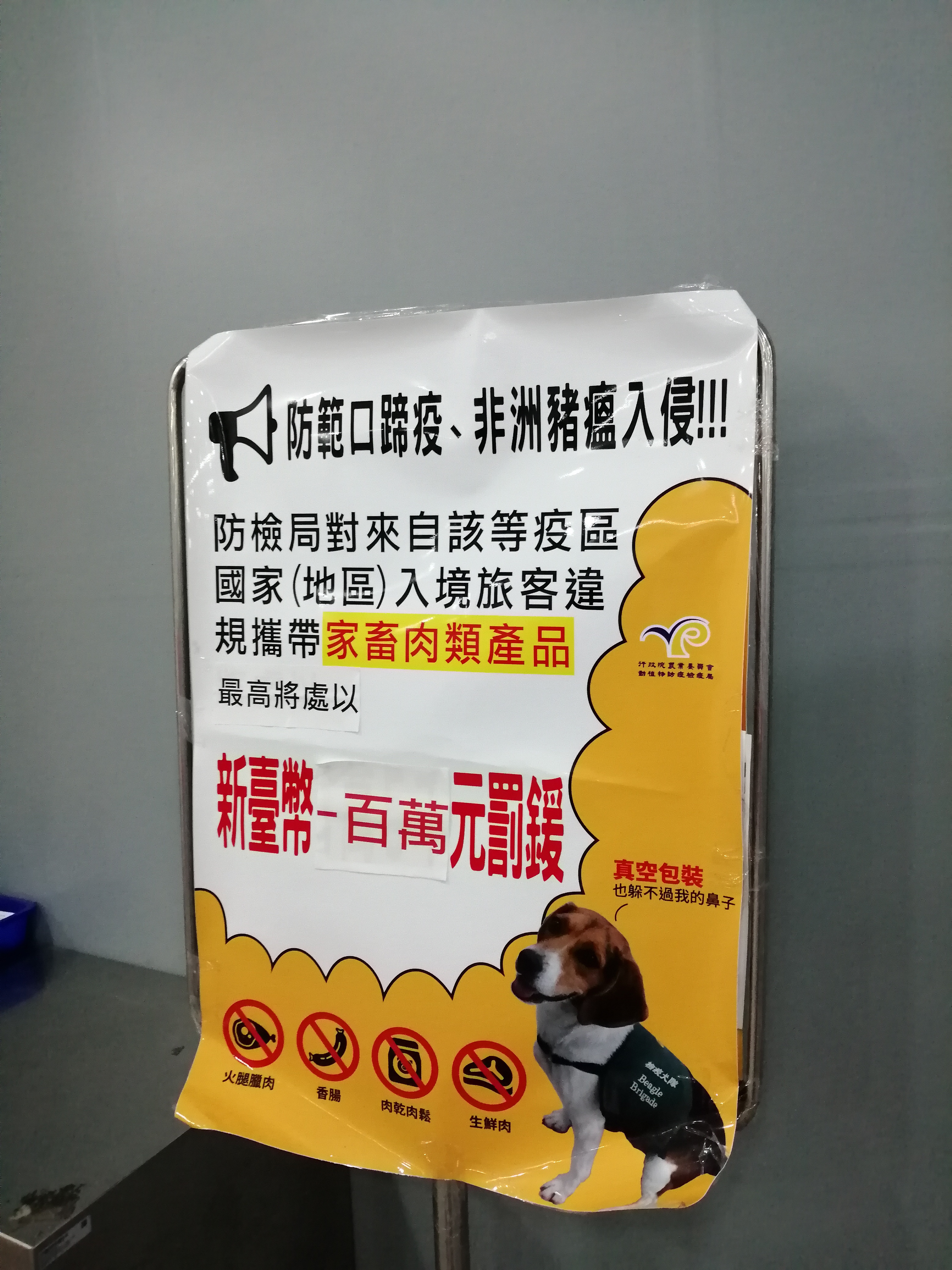
位于金门县水头码头入境大厅内的非洲猪瘟防护宣传公告，提醒旅客禁止携带家畜肉类产品入境

中華民國政府透過世界動物衛生組織會籍在第一時間與世界各國和地區同步獲知疫情。自2018年8月3日中國大陸確認並向國際通報首起病例後，8月6日中華民國行政院農業委員會動植物防疫檢疫局發布中國大陸疫情資訊。8月9日行政院院長賴清德要求相關部會加強辦理並配合農委會所需的疫情協助事宜；8月22日中華民國總統蔡英文指示各部會研議疫情的防範措施。
2018年11月30日，中华民国立法院三讀通過《動物傳染病防治條例修正案》，將未依規定申請檢疫所攜動物產品者的罰緩金額提高至1萬元以上至100萬元以下。自12月14日正式實施，農委會透過災防告警系統發送防疫簡訊，宣導民眾不得攜帶豬肉入境。
由於查獲之違法情事甚多，農委會將初犯之罰鍰金額從新臺幣5萬提高至新臺幣20萬，而累犯將開罰100萬元，希望能嚇阻心存僥倖的人。
2019年1月3日起，旅客從金門來台無論生熟豬肉品都不能攜入到台灣，違者將以違反動物傳染病防治條例第28條開罰5萬元到100萬元台幣。另有統計2018年12月18日止，以專案核准有條件輸入（代號MP1）自中國大陸輸入之調製動物飼料55件，都是化學合成或酵母菌等維生素成分飼料，無傳播非洲豬瘟病原疑慮。
自2019年1月25日起，違規自豬瘟疫區攜帶豬肉製品欲入境臺灣之外國人若被動植物防疫檢疫局等人員查獲而未當場繳清罰鍰者，將被強制驅逐出境，已有數名中華人民共和國人士遭遣返，且管制五年內不得入境臺灣；中華民國國民則可先入境、但需於一個月內繳納罰款。
中國大陸、越南非洲豬瘟疫情擴散，以統計較趨近事實的越南來說，全國在養量2700萬頭豬，已撲殺600萬頭，主因是爆發疫情的案例場業者為免撲殺蒙受損失，私自將豬隻運到屠宰場屠殺所致。因此農委會決議撲殺用評價（約近市價）的100%補償，以防疫情擴散。
非洲豬瘟中央災害應變中心2022年5月18日召開第23次會議，為防止非洲豬瘟疫情藉由國際郵包寄送之豬肉產品傳入我國，農委會已公告違規郵包裁罰措施，首次查獲輸入人將處20萬元罰鍰，第二次(含以上)將處新台幣100萬元，以加強對國際郵包夾帶豬肉產品之管理，該措施預計2022年5月20日開始實施請民眾提醒國外親友不要郵寄豬肉產品至臺灣，以免受罰。

#### 關口阻截
就中华民国財政部關務署臺北關截至2018年11月統計，於快遞專區查獲未經報驗的豬肉與肉製品累計已達108公斤。
行政院農業委員會在同年10月31日通报了一起非洲猪瘟病毒阳性案例，样本来自金門小三通水頭碼頭旅客農產品棄置箱，其中收集到的「双匯 香脆腸」豬肉香腸製品。样本于10月25日送达家畜衛生試驗所，检测後认定与疫情毒株（CN201801）吻合。双汇集团所在的河南郑州在2018年8月16日成为疫区，但于9月底解禁。
2018年11月30日，中华民国立法院三讀通過《動物傳染病防治條例修正案》，將未依規定申請檢疫所攜動物產品者的罰緩金額提高至1萬元以上至100萬元以下。此修正案從12月12日公布，14日正式實施，而在12月12日，農委會透過災防告警系統發送防疫簡訊，宣導民眾不得攜帶豬肉入境，對於此種作法，讚揚與批評的聲音皆有。由於自14日實施後起3天已查獲41件違法情事，因此從12月18日開始，將初犯罰鍰從新臺幣5萬提高至新臺幣20萬。
2018年12月13日，立法院衛環委員會舉行防疫專案報告。農委會防檢局稱，非洲豬瘟疫情在中國大陆蔓延，但对方未依第四次江陳會談所簽訂的海峽兩岸農產品檢疫檢驗合作協議內容即時分享資訊，甚至無視詢問。中华民国總統蔡英文在2019年新年講話中，指對岸當局一直沒有依照相關協議，即時將非洲豬瘟疫情通報給台灣，認為對方在疫情防治上未有真心合作。
中华人民共和国国务院台湾事务办公室在2019年1月16日的记者会上，就台湾一些“政客”“炒作”、蔡英文多次“提及”，“诬称大陆故意让非洲猪瘟疫情向台湾岛内输入”一事，发言人马晓光说，大陆方面一直及时、公开、透明地发布疫情信息，并及时向世界动物卫生组织通报。而台湾作为世界动物卫生组织的成员，可以通过既有渠道获取疫情信息，不存在任何障碍，大陆也没有瞒报疫情进展，有关情况可以到中华人民共和国农业部网站查询。
2019年1月3日，農委會公布當日畜衛所從中國大陸豬肉製品（哈爾濱兒童腸）驗出第8例非洲豬瘟病毒基因的陽性案例（前7個案例分別於2018年10月31日、11月13日、11月30日各1例、12月12日2例、12月20日及12月21日各1例），最初為防檢局分局於2018年12月25日自桃園國際機場旅客農產品棄置箱所收集，該豬肉產品經採樣後已銷毀。
至2019年1月10日，统计旅客违规携带之猪肉产品，12件检出非洲猪瘟阳性；6件為棄置箱採樣，6件為旅客行李檢出。當中病毒皆與中國疫情毒株（CN201801）相符。2018年11月6日，中华民国關務署臺北關統計同年9月至今，於快遞專區查獲未經報驗的大陆豬肉與肉製品累計已達108公斤。
2019年1月14日，新任閣揆蘇貞昌上任第一天指示要求旅客手提行李100%稽查並加強防護，中國大陸、香港、澳門飛抵台灣的班機實施全面手提行李安檢。
2019年2月5日，旅客攜帶的豬肉三明治從越南胡志明市入境台南機場遭查獲，已裁罰新臺幣3萬元，此樣本經再定序確認，基因片段序列與中國大陸非洲豬瘟病毒株基因片段相似度達100％。2019年2月15日，農委會晚上正式確認，首次從越南旅客違規攜帶的豬肉三明治中，檢出非洲豬瘟病毒基因陽性，防檢局也立刻通知桃園機場公司，請各航空公司配合，從18:00後，來自越南航班「不發放」防疫識別卡，旅客需比照疫區，進行手提行李入境防疫x光機檢查，六點從河內抵達的越捷航空VJ-942成為第一個全面受檢的越南航班。
| 通报日期       | 截獲關口                         | 事件                                                        |
| -------------- | -------------------------------- | ----------------------------------------------------------- |
| 2018年10月31日 | 金門水頭碼頭                     | 金门，弃置箱内发现，25日寄送                                |
| 2018年11月13日 | 臺中清泉崗機場                   | 臺中清泉崗機場，弃置箱内发现                                |
| 2018年11月30日 | 小港機場                         | 高雄小港機場，弃置箱内发现                                  |
| 2018年12月12日 | 桃园机场                         | 桃园机场拦截，12月1日从重庆带回腊肠 12月2日自哈尔滨带回红肠 |
| 2018年12月20日 | 小港機場                         | 高雄小港機場，弃置箱内发现                                  |
| 2018年12月21日 | 臺中港                           | 臺中港                                                      |
| 2019年1月3日   | 桃园机场                         | 桃园国际机场，弃置箱内发现，哈爾濱紅腸                      |
| 2019年1月5日   | 金门水頭碼頭                     | 小三通水頭碼頭，農產品棄置箱，福建同安封肉、哈尔滨红肠      |
| 2019年1月10日  | 桃园机场                         | 桃园国际机场，旅客行李查出，火腿肠与哈尔滨红肠              |
| 2019年1月20日  | 松山機場                         | 松山機場，棄置箱，江苏产香肠两件                            |
| 2019年2月3日   | 松山機場                         | 松山機場，棄置箱，江苏产猪肉干及不明产地猪肉干              |
| 2019年2月17日  | 港龍航空高雄班機 水頭碼頭 台北港 | 高雄機場 / 水頭碼頭 / 台北港 ，皆为弃置品                   |
| 2019年2月19日  | 松山機場                         | 松山機場，弃置品                                            |
| 2019年2月23日  | 新竹/高雄                        | 检出与弃置品                                                |

- 亦包含港澳地区至台湾旅途

內政部警政署航空警察局統計，從2019年1月16日至7月31日止，前後共197天，所有公告疫區的航班在航警及保一同仁總共執行了31萬1704小時檢疫勤務，檢查了3萬0325個航班，檢查旅客人數568萬0440人次，檢查出2萬6703件豬肉製品。
根據防檢局統計2018年9月底至2019年底的統計，防檢局總計完成2844件來自中國大陸及越南豬肉產品採樣檢測，當中呈陽性者有216件（167件來自中國大陸、49件來自越南），且檢出陽性比率逐月提高，中國大陸從0.6%升至14.42%，越南則是從3.7%升至46.7%，顯見非洲豬瘟疫情從肉製品傳播的風險仍高；此外，防檢局也相繼從12隻海漂豬中驗出非洲豬瘟病毒陽性。
非洲豬瘟中央災害應變中心統計，自2018年10月1日至2020年5月12日止，針對旅客違規攜入或主動棄置的肉品共檢驗3,142件樣品，驗出非洲豬瘟病毒核酸陽性者計247件，其中來自中國大陸188件，越南59件。2020年採樣樣品數雖因入境旅客驟減而較少，但該年3月越南的陽性率仍達11.76%(樣品17件)，4月中國大陸的陽性率更高達40%（樣品5件）。
2021年8月22日，一對已歸化台灣的越南裔母女被指從越南走私含有非洲豬瘟病毒的逾70公斤肉製品到台灣。後兩人遭檢方依違反懲治走私條例、動物傳染病防治條例等起訴。

### 海漂死豬事件
| 通报日期       | 事發地點                 | 鑑定結果                                                               | 陽性累計 |
| -------------- | ------------------------ | ---------------------------------------------------------------------- | -------- |
| 2018年12月31日 | 金門金沙鎮田埔海灘       | 發現一頭死豬。經檢驗確認為非洲豬瘟陽性。 其半徑5公里豬場皆為陰性。     | 1        |
| 2019年1月4日   | 金門烏坵鄉小坵嶼北岸     | 發現一頭死豬。5日經檢驗確認為非洲豬瘟陰性。                            | 1        |
| 2019年1月17日  | 連江馬祖東莒島           | 發現一頭死豬。19日經檢驗確認為非洲豬瘟陽性。                           | 2        |
| 2019年3月12日  | 金門烈嶼鄉西南           | 發現一頭死豬。14日經檢驗確認為非洲豬瘟陽性。 其全鄉豬場皆為陰性。      | 3        |
| 2019年4月4日   | 連江馬祖南竿鄉           | 發現一頭死豬。經檢驗確認為非洲豬瘟陽性。                               | 4        |
| 2019年4月7日   | 金門金湖鎮               | 發現一頭死豬。經檢驗確認為非洲豬瘟陽性。                               | 5        |
| 2019年4月10日  | 金門金城鎮               | 發現一頭死豬。經檢驗確認為非洲豬瘟陽性。                               | 6        |
| 2019年5月17日  | 金門烈嶼鄉大膽島         | 發現豬隻內臟及豬皮。經檢驗確認為非洲豬瘟陽性。                         | 7        |
| 2019年5月21日  | 金門金沙鎮獅山海灘       | 發現一頭死豬。24日經檢驗確認為非洲豬瘟陽性。                           | 8        |
| 2019年6月4日   | 金門金寧鄉慈湖三角堡     | 發現一頭死豬。7日經檢驗確認為非洲豬瘟陽性。                            | 9        |
| 2019年6月5日   | 金門金湖鎮尚義海灘       | 發現一頭死豬。7日經檢驗確認為非洲豬瘟陽性。                            | 10       |
| 2019年6月14日  | 金門烈嶼鄉二膽島         | 發現一頭死豬。16日經檢驗確認為非洲豬瘟陽性。                           | 11       |
| 2019年11月6日  | 金門烈嶼鄉將軍堡海灘     | 發現一頭死豬。9日經檢驗確認為非洲豬瘟陽性。                            | 12       |
| 2020年2月3日   | 金門烈嶼鄉海灘           | 發現一頭死豬。5日經檢驗確認為非洲豬瘟陽性。                            | 13       |
| 2020年4月16日  | 金門烈嶼鄉青岐海灘       | 發現一頭死豬。19日經檢驗確認為非洲豬瘟陽性。                           | 14       |
| 2021年4月4日   | 新北市萬里區龜吼平台岸際 | 發現一頭死豬。5日經檢驗確認為非洲豬瘟陽性。 其半徑10公里豬場皆為陰性。 | 15       |
| 2021年5月1日   | 金門金寧鄉烏沙頭海灘     | 發現一頭死豬。4日經檢驗確認為非洲豬瘟陽性。                            | 16       |
| 2022年9月13日  | 金門金寧鄉后沙海灘       | 發現一頭死豬。15日經檢驗確認為非洲豬瘟陽性。                           | 17       |
| 2024年6月22日  | 金門烈嶼鄉青岐海灘       | 發現一頭死豬。26日經檢驗確認為非洲豬瘟陽性。                           | 18       |

1. 本表时间为政府部门公开时间，因为化验与确定等，会晚于发现时间；

2018年12月31日，金門金沙鎮田埔岸際沙灘有岸巡人員發現一頭死豬，隨後金門縣動植物防疫所前來移除並進行環境消毒，且在採集樣本後將豬隻焚毀。由於連日金門吹起東北季風，岸巡人員研判這頭死豬很有可能是從中國大陸的泉州漂流過來。2019年1月2日，金門縣動植物防疫所將死豬檢體送抵家衛所，連夜執行非洲豬瘟病毒基因核酸比對，檢驗結果呈現陽性，基因片段與中國大陸分離病毒株相似度達100%。農委會表示，這頭死豬依金門縣風向及以往經驗應自中國大陸漂流過來，農委會動植物防疫檢疫局會請金門縣動植物防疫所即日起展開檢疫訪視，且金門豬隻及產品將禁止輸入台灣14天。
農委會防檢局研判，金門海飄豬隻來自中國福建九龍江流域，然而當前在北京通報及世界動物衛生組織報告上該區域尚未列入疫區。雖然台北通報北京方面要求管制病死豬，但北京没有给出回应。另外有網友於「韓國瑜後援會」社團發文質疑是「自導自演」。對此，農委會防檢局在臉書發文指稱，「防疫不能開玩笑，請不要散播不實謠言。」防檢局認為，這已構成違反《社會秩序維護法》中「散布謠言，足以影響公共之安寧者。」於1月7日已行文給北市中正二分局偵辦，希望民眾能引此為教訓，別再讓惡意謠言傷害言論自由，更打擊防疫人員的努力。
2019年1月4日，金門小坵嶼發現一頭死豬，由於當地沒有養豬場，研判是因東北季風南下漂流而來。同日農委會防檢局表示，已通報世界動物衛生組織尋求國際合作，並加強海面巡邏。1月6日，農委會公布該死豬經畜衛生試驗所檢驗為陰性，未感染非洲豬瘟病毒。
2019年1月17日，連江縣東莒犀牛嶼（無人島）出現一頭死豬，19日驗證為非洲豬瘟病毒陽性。該地無養豬場，且由於閩江流向指向的上游南平曾發生非洲豬瘟疫情，猜測為中國大陸漂流而來。
2019年1月19日，連江縣東莒犀牛嶼（無人島）岸際發現1頭漂流上岸的死亡豬隻，經檢驗為陽性，確認感染非洲豬瘟，另依地理位置研判，該頭豬隻應自大陸漂流過來。
中央通訊社引福建省海洋與漁業局說法，福建作為中國大陸海岸線長度第二的省份，已建立4道防護牆組織海漂垃圾；同時援引福建不具名環保人士說法，海漂屬個別情況，不好判斷原因。
海漂死豬事件後，台灣進入高度戒備狀況，1月3日起旅客從金門來台無論生熟豬肉品都不能攜入到台灣，違者將以違反動物傳染病防治條例第28條開罰5萬元到100萬元台幣。國防部亦要求海巡單位加強對海面監測。但報導未觸及海漂豬隻真正來源。
2019年4月10日統計台灣離島迄今發現10隻海漂豬（金門7隻、馬祖3隻），加上9、10日連江縣南竿鄉、金門金湖鎮的確診案例，目前累計非洲豬瘟病毒核酸陽性案例共6例（金門縣4例，連江縣2例）。
2020年4月19日統計目前海漂豬檢出非洲豬瘟案例共14例，分別為金門縣12例，連江縣2例。

### 棄置死豬事件
台灣多地出現棄置死豬事件，因為事發非洲豬瘟期間，引發一定程度恐慌。農委會出面聲明，死亡動物致電地方動物防疫所進行處置。
2018年12月19日，宜蘭縣五結鄉利澤沙灘出現死豬。宜蘭縣動植物防疫所股長指出：「經解剖採樣，該死豬與非洲豬瘟的染病特徵完全不像。他表示，若豬隻染非洲豬瘟，外觀會全身紅腫、出現血痢情形，且其脾臟會腫大，但現場的死豬屍體並無出現這些特徵，初步已排除染瘟。」。

### 2019年8月份豬隻運輸車未裝GPS將開罰
加裝GPS後可完全監控各屠宰場及養豬場的豬隻狀況，不符合相關規範者，快速以車查場、以場追車可增加管理效益。針對所有豬隻運輸車加裝GPS，加裝進度從前次公告的1425台，到目前為止達到1627台，目前為止有登記的共計2792輛，其中有活體豬1035輛、屠體1252輛、分切肉442台，預計最慢8月底前會完成。
針對GPS設備供不應求，農委會表示，原訂7月31前全部安裝完成，但因應設備不足，8月尚未安裝完畢的業者，只要於7月31日前登記，便不開罰，而未登記也未安裝者，8月起開罰，活體運輸車罰金3千至1萬5千元，屠體、內臟及分切運輸車罰金3萬至15萬元，開罰後未改善者將會連罰。

### 擬修法開罰賣疫區品網路業者
亞洲非洲豬瘟疫情擴散，韓國也成疫區。2019年9月25日有立委質疑網路買得到韓國魚肉起司棒內含豬肉。農委會允諾徹查，並擬修動物傳染病防治條例，對販賣違反檢疫品的網路業者開罰。

### 舉行全台「非洲豬瘟爆發」演習
規劃在2019年11月底、12月初進行爆發案例場半徑3公里內移動管制的沙盤演習，相關標準作業最慢11月中旬出爐，供地方政府依循執行，屆時地方政府2到4小時內須提報疫情追蹤資料。內容包含各縣市政府如何啟動運作、如何跟中央政府的農委會防檢局、畜牧處、家畜衛生試驗所等跨部會單位聯繫。。

### 檢舉非法使用廚餘的養豬場可得20%獎金
非洲豬瘟中央災害應變中心2020年5月13日表示，亞洲已有12個國家淪為非洲豬瘟疫區，中華民國持續執行邊境管制措施，另為防堵豬瘟從廚餘傳播，已開罰13件未取得再利用廚餘合法資格的養豬場。應變中心也提醒，飼料管理法定有「檢舉違反飼料管理法案件獎勵辦法」，凡經檢舉而查獲違反規定案件者，得按查獲案件裁罰金額，核發20%獎金給檢舉人，請民眾協助共同監督，主動舉發違法案例。

## 次生事件
除了非洲猪瘟防护政策，东亚地区的疫情流行也造成了在诸如媒体、舆情方面的影响。

### TVBS哈爾濱紅腸事件
2018年11月26日，中國大陸非洲豬瘟疫情爆發之際，TVBS《中國進行式》節目大量介紹哈爾濱紅腸，農委會發文要求將相關報導下架。而TVBS僅修改影片標題、拒絕下架報導，認為農委會身為疫情主責機關，應著重疫區產品入境檢驗防治，並非要求電視台專題下架，批評農委會如此不但阻礙境外豬瘟相關資訊之自由流動，更剝奪觀眾「知」的權利。因此引發爭議。

### 两岸动物防疫合作争议
2009年，兩岸開展第四次江陳會談，會議達成《海峽兩岸農產品檢驗檢疫協議》。其中第五條「通報事項」規定“雙方同意及時通報進出口農產品重大疫情及安全衛生事件訊息”。在2016年總統大選後，海峽兩岸關係趨於冷淡。
2018年中國大陸出現非洲豬瘟疫情，但台湾相關部門並未接獲通報。陸委會於2018年12月6日表示，自大陸疫情爆發以來，未得到大陸方面通報；農委會防檢局於2018年12月13日衛環委員會防疫專案報告上陳述，曾在8、9月份致信咨訊大陸官方，但未獲回應。中央通訊社指，至12月24日發稿，仍未獲回應。
2018年12月13日，立法院衛環委員會舉行防疫專案報告，農委會防檢局無奈表示，非洲豬瘟疫情在中國大陆蔓延，但对方未依第四次江陳會談所簽訂的海峽兩岸農產品檢疫檢驗合作協議內容即時分享資訊，甚至無視詢問。總統蔡英文在2019年新年講話中，指大陸當局一直沒有依照相關協議，即時將非洲豬瘟疫情通報給台灣，認為對方在疫情防治上未有真心合作。
2018年12月31日，金門金沙鎮田埔發現疑似中國大陸漂流而來的非洲豬瘟阳性病死豬屍體後，農委會防檢局研判其來自福建九龍江流域，然而當前在中國大陸通報及世界動物衛生組織報告上該區域尚未列入疫區。雖然中華民國政府通報中國大陸要求管制病死豬，据《自由时报》报导，中國大陆方面没有对通报给出正式回應。但早在2018年12月26日，国务院台湾事务办公室新闻发言人马晓光於记者会上已经回应中国时报记者表示，因台湾方面从未向大陆进口猪肉，所以2009年签定的《海峡两岸农产品检疫检验合作协议》并不适用，大陆方面因此也没有按相关协议向台湾方面通报非洲猪瘟疫情的义务；此外，两岸的信息交换和防控交流的民间机制早在2004年就已经建立，由海峡两岸农业交流协会和财团法人农村发展基金会负责，但在2017年，台湾方面的农村发展基金会实行转型后，人员被撤换，机制被中断，相关交流机制至今未能恢复；国台办方也强调台湾可以向世卫组织了解相关情况。
中华人民共和国國務院台灣事務辦公室在2018年12月26日的例行新聞發布會上，由馬曉光對中國時報記者提問做出回答，聲稱大陸並非發生大規模疫情，且由於中國大陸豬肉並不出口台灣，所以不適用《海峡两岸农产品检疫检验合作协议》；且雙方聯繫中斷原因在於台灣方面相關基金會人員改換，问题不出在大陆一方。马晓光还强调台湾方面理应可以通过世界动物卫生组织的渠道获取疫情信息，称国台办和陆委会、海协会和海基会之间联系渠道中断的原因，应该是“众所周知”的。他还称，大陆方面已经通过给手机发送提示信息、发放宣传册等的手段，要求赴台旅客遵守入境地规定。马晓光指出，民进党当局“炮制”“不实说法”，称“大陆隐匿疫情、防疫失控”的指责完全不实，是故意炒作、借题发挥，试图煽动台湾民众对大陆的不满情绪。马晓光还说，各地海关只负责进口、不负责出口，对出口的非洲猪瘟疫情，大陆方面不负责任；而把带非洲猪瘟病毒的猪肉携入台湾的大陆游客，是“个人行为”。
2019年2月1日，疫情爆發半年後中國大陸「海峽兩岸農業交流協會」首度傳真於台灣社團法人「農村發展基金會」，以「為加強兩岸農業交流合作」通報已撲殺九十五萬頭豬，並強調2019年1月新發疫情僅五起，疫情趨緩，但農委會認為無助防疫。

### 外籍旅客罰金爭議
2018年12月24日，時代力量立委黃國昌表示，非中华民國籍旅客被罰如果不繳罰金，應該修法禁止入境，才不會讓前線人員白忙一場。等同沒有遏阻效果，要求內政部研議修法。
2019年1月16日農委會副主委黃金城表示，目前台湾旅客已無攜帶肉品归台，不過陸籍配偶、陸客等，至今違規件數還是相當多，因此於非洲豬瘟中央災害應變中心第5次會議決議，若違規旅客尚無繳交20萬的罰款，一旦出境後，中华民国政府將不再讓他入境，而此法來源是移民署的出入法規。

### 
2019年1月4日，南投縣埔里國小學童發現，教室內有一條中國大陸江西的火腿腸零嘴，校方立即以密封袋保存，並送農委會動植物防疫檢驗局台中分局處置。校方表示，因該間是鄉土教室，多個年級、班級的學童都會使用，目前尚無法得知教室內為何會出現大陸製火腿腸，需進一步釐清，幸好學生及早發現，且當下沒有拆封。校方進行調查，確認火腿腸是昨日課後輔導班一名高年級學生帶來學校卻不慎掉了出來。這名學生父親2018年到中國大陸經商，買到香肠要給小朋友當點心食用。该父帶肉品至台湾的時間是在2018年8月，所以沿用舊例至少開罰3千元。

### 手機遊戲宣傳防堵夾帶
2019年1月21日，台灣獨立遊戲團隊遊戲熵工作室 Gamtropy Studio，在iOS與Android平台上架遊戲《偵豬！Piggy Detected！》。玩家在其中扮演海關人員，通過技術手段查驗行李，玩家需要找出可能潛藏的違規肉品。

### 台灣研發快篩試劑
2019年4月，台灣生技廠研發出非洲豬瘟快速診斷試劑，對豬隻採集血液後，10分鐘便能得知是否有中鏢。該試劑獲得世界動物衛生組織非洲豬瘟參考實驗室的驗證，是全球唯二非洲豬瘟抗體快速診斷試劑。
這款試劑與西班牙的試劑在檢體種類、試劑保存期限、操作時間、檢體樣本需求量以及準確度都相同，而其優勢是可保存於2度至30度，使運輸和保存較為便利。
2019年11月，國立中正大學學生團隊研發在潛伏前期就能偵測豬瘟病毒的「非洲豬瘟快篩檢測器」，可偵測非洲豬瘟病毒特有的DNA序列，於十一月初在美國波士頓舉行的國際遺傳工程機械設計競賽（iGEM）中獲獎，目前除準備申請專利，並繼續深入研究。

### 台灣市售進口罐頭驗出非洲豬瘟
2019年12月25日，非洲豬瘟中央災害應變中心舉行第15次會議，指揮官、農委會主委陳吉仲表示，因應先前馬來西亞檢出中國罐頭食品非洲豬瘟病毒核酸陽性，應變中心也就相關市售產品進行採樣後送驗，結果在2019年12月9日驗出市售「越南豬肝醬罐頭」檢出非洲豬瘟病毒核酸，除立即下架、回收相關產品並限制越南相關豬肉製品進口。